# Lupinus juninensis
Lupinus juninensis är en ärtväxtart som beskrevs av Charles Piper Smith. Lupinus juninensis ingår i släktet lupiner, och familjen ärtväxter. Inga underarter finns listade i Catalogue of Life.